# Mansión de Hadjigeorgakis Kornesios
La Mansión de Hadjigeorgakis Kornesios está situada cerca del Arzobispado, en el barrio de Saint Antonios de Nicosia, Chipre, donde tradicionalmente vivían los notables adinerados de la comunidad griega.

## Vista general
La mansión es el ejemplo más importante de arquitectura urbana del último siglo del Imperio Otomano que se conserva en la antigua Nicosia. Se inauguró el 3 de mayo de 1960 con la ayuda de una suscripción pública, tres años después de que se creara una fundación para proteger la propiedad de los promotores inmobiliarios que querían demoler el bloque.

## Historia de la casa

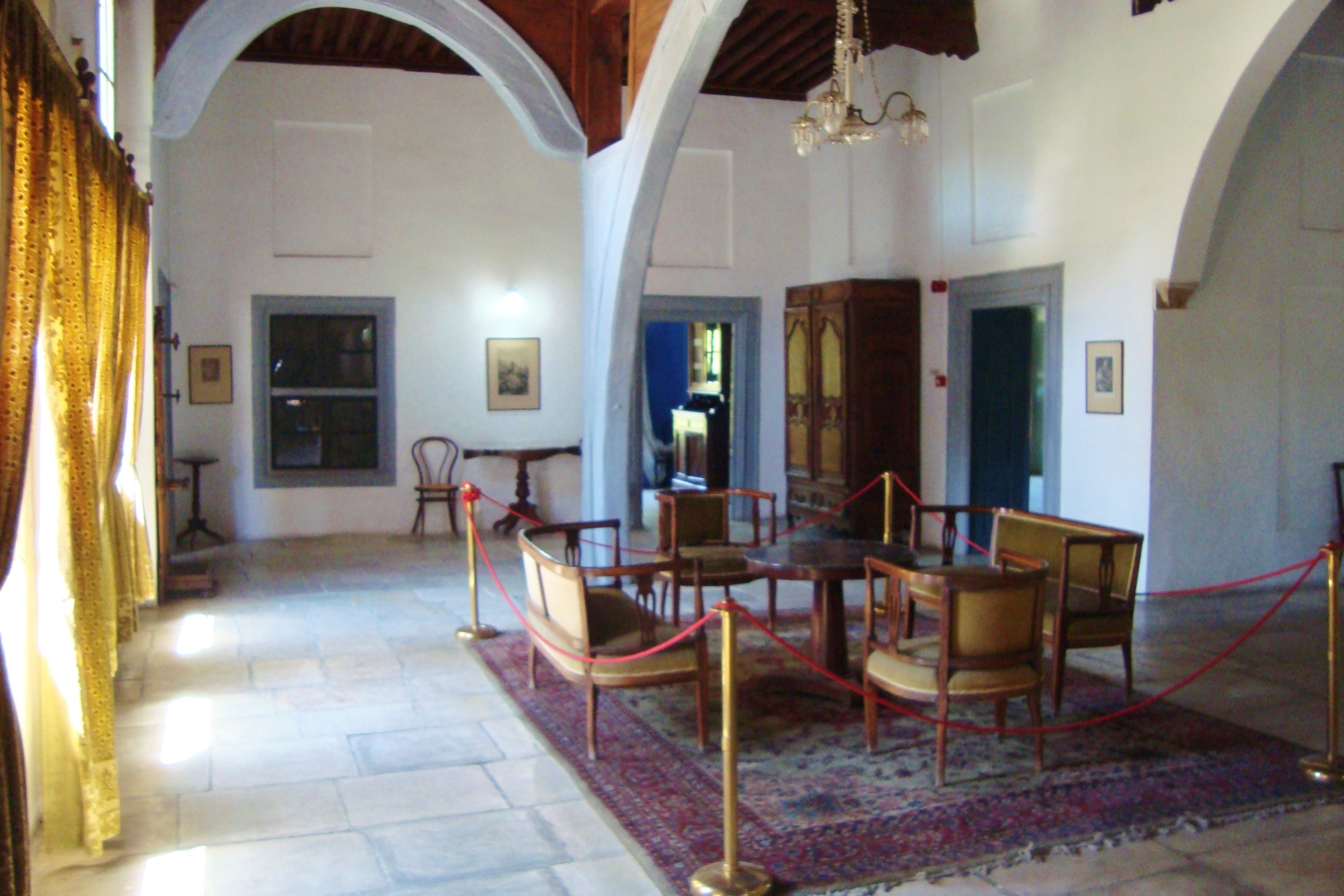
Sala de estar de la casa

El propietario de la mansión, Hadjigeorgakis Kornesios, era un dragoman, intérprete oficial del Divan (Consejo) del Sultán durante treinta años a partir de 1779. Este título, uno de los más prestigiosos que las autoridades otomanas concedían a los cristianos locales, dio a Kornesios la oportunidad de acumular una enorme riqueza y poder. Su poder provocó los celos de sus enemigos, que astutamente consiguieron que fuera decapitado el 31 de marzo de 1809 en Constantinopla (actual Estambul).
La casa se construyó en 1793 con piedra arenisca local tallada en bloque y es un edificio de dos plantas. El monograma del propietario y la fecha de su erección pueden verse en una lápida de mármol situada en el interior de la entrada. El plano arquitectónico del edificio en forma de griego "Π" rodea un jardín central con una fuente y una casa de baños privada (Hammam) que consta de tres habitaciones. En la planta baja se encontraban las dependencias de la servidumbre y la cocina. Unas escaleras de madera techadas con base de piedra conducen al vestíbulo de la primera planta desde el patio. La sala de recepción oficial y las zonas de estar comunicaban con este vestíbulo. La sala de recepción oficial (la onda), al final del ala este, se diferencia de las demás salas por su excepcional decoración tallada en madera, dorada y pintada, que la asemeja a otras salas de recepción oficiales de muchas mansiones del Imperio otomano.

## En la actualidad
En la actualidad, la mansión, galardonada con el premio Europa Nostra por su ejemplar labor de renovación, funciona como Museo Etnológico de Lefkosia (Casa de Hadjigeorgakis Kornesios). La dirección es: calle Patriarchou Grigoriou 20, Nicosia. Actualmente la entrada es gratuita.